# Frank Aleš
Frank Aleš (tudi Frank Alesh), slovenski društveni delavec v Združenih državah Amerike, * 28. julij 1886, Dobeno, Mengeš, † 6. maj 1980, Fontana, Kalifornija.
Po prihodu v Ameriko leta 1903 je najprej delal kot rudar in član slovenskih rudarskih podpornih društev. Leta 1909 je postal član Slovenske narodne podporne jednote. Odločilno je vplival, da so se tej organizaciji pridružile še druge manjše napredne podporne organizacije slovenskih delavskih društev. Leta 1951 je bil med pobudniki za ustanovitev in zidavo prvega slovenskega doma starostnikov v Fontani.